# フェロー諸島サッカー協会
フェロー諸島サッカー協会（フェローしょとうサッカーきょうかい、フェロー語: Fótbóltssamband Føroya, 英語: Faroe Islands Football Association）は、フェロー諸島におけるサッカーを統括する競技運営団体。略称はFSF。国際サッカー連盟（FIFA）と欧州サッカー連盟（UEFA）に加盟している。